# Lago Kubenskoe
Il lago Kubenskoe (in russo Кубенское озеро?) è un lago di origine glaciale-tettonica dell'Oblast' di Vologda, nella Russia europea, appartiene al bacino della Dvina Settentrionale. Si trova nei rajon  Vologodskij e Ust'-Kubinskij. Principale emissario è il fiume Suchona.
Il lago, di forma allungata, si estende da nord-ovest a sud-est per 54-60 km, la larghezza è di 6-9 km e ha un'area che va dai 370 ai 407 km² (l'area lacustre è variabile a causa delle inondazioni annuali). Si trova ad un'altitudine di 110 m sul livello del mare in una pianura paludosa. Il fondo del lago è prevalentemente sabbioso. La profondità media è di 2,5 m, la massima è di 13 m. Il lago gela da ottobre - novembre, sino alla fine di aprile - maggio. Ampi banchi di sabbia al largo della costa, soprattutto in quella sud-occidentale, creano difficoltà alla navigazione.
Circa 30 fiumi sfociano nel lago, i maggiori sono: Kubena (lungo 368 km) e Uftjuga (117 km), che fluiscono dal lato nord-orientale. Il principale emissario è il fiume Suchona (lungo 558 km) che defluisce a sud-est. 

## Storia

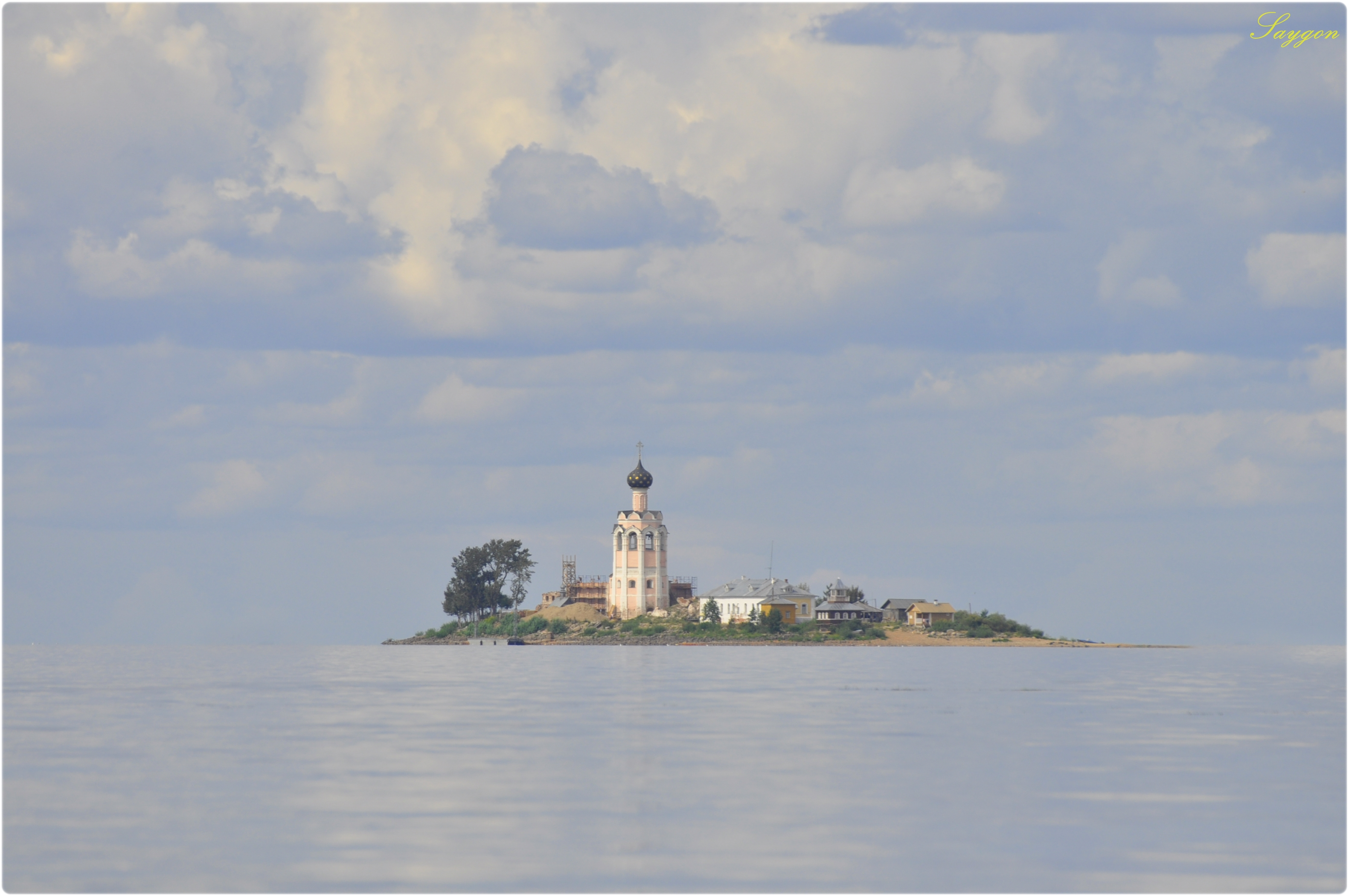
Il campanile del monastero sull'isola Kamennyj

Vicino alla foce del fiume Kubena sull'isola di Kamennyj c'è il monastero maschile di Spaso-Kamennyj. La cattedrale del XV secolo fu distrutta in epoca sovietica, solo il campanile è sopravvissuto. La vita monastica sull'isola è ripresa nel 2017.
Dal 1828, il lago fa parte del sistema di canali Volga-Dvina Settentrionale. L'entrata orientale del canale si trova all'estremità nord-occidentale del lago. 
Nel 1917 fu costruita una diga al deflusso della Suchona, convertendo così il lago in un bacino idrico. Questa soluzione tecnica è dovuta al fatto che durante l'alluvione (fine aprile - inizio maggio) la Suchona scorreva all'indietro (cambiando la direzione della corrente).